# Colin Baker
Colin Baker, född 8 juni 1943 i London, är en brittisk skådespelare mest känd som den sjätte inkarnationen av Doktorn i BBC-serien Doctor Who.
Baker spelade i Doctor Who mellan åren 1984 och 1986. För svenska TV-tittare är Colin Baker förmodligen mest ihågkommen som den hårdföre bankmannen Paul Merroney i serien Arvingarna från mitten av 1970-talet.